# Словачки устанак (1848—1849)
Словачки устанак (1848—1849) (слч. Slovenské povstanie), Словачка добровољачка кампања (слч. Slovenské dobrovoľnícke výpravy) или Словачка побуна је био устанак Словака у западним деловима Горње Угарске (данас углавном Западне Словачке) са циљем изједначавања Словака, демократизације политичког живота и постизања социјалне правде  у оквиру револуција у Аустријском царству 1848–1849. Трајао је од септембра 1848. до новембра 1849. године. Октобра 1848. словачки лидери заменили су свој првобитни мађарско-федерални програм аустро-федералним, тражећи одвајање словачког округа (слч. Slovenské Okolie) од Краљевине Угарске и формирање новог аутономног округа у оквиру Хабзбуршке монархије.

## Позадина
Година 1848. је добро забележена у историји као врхунац националистичких осећања међу европским народима. Словачки народ, иако није био потпуно свестан своје етничке припадности 1848. године, свакако је био важан део општих побуна које су се дешавале у земљама Хабзбуршке монархије. Након што је револуционарни жар напустио Париз 1848, отпутовао је у Беч, где је народни устанак збацио реакционарну владу принца Клеменса фон Метерниха 13. марта 1848. Овај револуционарни жар убрзо се проширио на угарске земље Царства. Дана 15. марта, масовни протести у Будиму и Пешти, заједно са проглашењем Угарске скупштине, под управом Лајоша Кошута, довели су до тога да се Угарска Краљевина прогласила независном од доминације Хабзбурга.

### Словаци пре 1848.
Словаци нису били истакнуто позиционирани у овом првом таласу револуције који је стигао до мађарских земаља. 26–28. августа 1844. у Липтосентмиклошу (данас Липтовски Микулаш) одржан је састанак између католичких и протестантских конфесија Словака заједно са другим фракцијама. Овај град у Жилинском крају био је база словачког националисте Михала Милослава Хоџе, стрица будућег чехословачког политичара Милана Хоџе. Састанак, иако са мање од прижељкиваног католичког учешћа, формирао је несекташко удружење под називом Татрин како би ујединило све словачке групе у један национални блок. Католици су се касније укључили 1847. године када су прихватили стандардизацију словачког језика коју је спровео Људовит Штур.
Поред уједињења Словака у један национални блок, постојали су и други фактори који су довели до пораста словачке свести пре 1848. године. Године 1845. државни органи су по први пут дозволили штампање новина на словачком језику. Прве су биле Словачке националне вести Људовита Штура, које су штампале свој први број 1. августа 1845. године. Убрзо су уследили Словачки погледи на науку, уметност и књижевност Јозефа Милослава Хурбана, које нису имале толико успеха као Штурове. Поред штампане речи, представници Словачког националног покрета радили су међу просечним Словацима промовишући образовање, недељне школе, библиотеке, аматерско позориште и друге друштвене функције. У пољопривреди, Самуел Јуркович је основао кредитну задругу у селу Соботишту, под називом Удружење земљорадника, која је била прва те врсте у Европи.
У новембру 1847. Људовит Штур, члан мађарске скупштине за Золиом (сада Звољен), говорио је пред својим колегама у Пресбургу (Pozsony, данашња Братислава). У свом говору у Сабору, Штур је сажео своју платформу од шест тачака која укључује проблематична политичка и економска питања. Његове тачке су биле:
- Прогласити преко Сабора законито, опште и трајно укидање кметства, откупом феудалних уговора државним фондовима уз минималне трошкове за грађане.
- Укинути патримонијални суд и ослободити обичан народ племићке контроле.
- Омогућити грађанима да заступају своје интересе путем чланства у влади округа и Сабору.
- Ослободити привилеговане градове од окружне јурисдикције и реорганизовати управу краљевских градова на принципу представљања јачањем њихових права гласа у Сабору.
- Укинути привилегију племства и учинити све људе једнаким пред судовима, укинути ослобађање од пореза за племство и наследство, обезбедити грађанима право на јавну функцију и обезбедити слободу штампе.
- Реорганизовати образовни систем на начин да најбоље служи потребама људи и да обезбеди бољи живот за наставнике.

Поред ових тачака, од којих је неколико чак наишло на похвале Кошута, Штур је покренуо питања о употреби словачког језика у влади и примени мађарског мешања у многе делове словачког живота, укључујући и религију.

## Догађаји 1848–1849.
Догађаји из 1848–1849. изазвали су избијање Словачког устанка.

### Изградња побуне
После револуције у Будимпешти 15. марта 1848. и формирања нове владе 17. марта. опасност од насилне мађаризације постајала је све присутнија. У округу Хонт, део ове тензије је дошао до тачке кључања када су два Словака, по имену Јанко Крал и Јан Ротаридес, поставили захтеве за укидање кметства и признавање словачког језика у школама и влади. Ови захтеви су их убрзо одвели у затвор. Дана 28. марта 1848. велика скупштина бивших кметова коју је сазвала жупанија Липто одржана у Хоџиној бази Липтовски Микулаш коришћена је као полигон за систематско признавање нових права и проширених права на националне мањине. Ово је добро прихваћено и убрзо се прочуло о могућим новим слободама које су стигле до Словака, што је навело неке рударе у области данашње Централне Словачке да демонстрирају жестоко пре него што их утиша специјални комесар из Будимпеште.
У априлу 1848. Штур и Хурбан су присуствовали прелиминарном словенском скупу у Бечу, који је касније послужио као основа за први Свесловенски конгрес који ће се одржати у Прагу. У међувремену, још у Липтовском Микулашу, Хоџа је са двадесетак делегата израдио документ под насловом Захтеви словачке нације у коме је наведено 14 тачака које постављају националне и друштвене циљеве за словачку нацију. Наравно, овај документ је хладно примила Будимпешта, која је касније увела војно стање у Горњој Угарској и издала потернице за Штуром, Хурбаном и Хоџом 12. маја 1848. Истовремено, побуне Срба, Хрвата и Словенаца у јужном делу Угарске скренуле су пажњу Мађара на југ, јер су ови сукоби били више оружани устанак од словачког. Хурбан је 5. јула присуствовао седници Хрватског сабора, говорећи Хрватима о тешком положају Словака. Хурбан је тако добро говорио да је убрзо након тога издата заједничка хрватско-словачка декларација која је само распламсала мишљење Мађара. Када се 2. јуна 1848. састао комплетан Свесловенски конгрес, присуствовали су Штур, Хурбан, Хоџа и многи други истакнути Словаци, заједно са стотинама других словенских делегата. Овај конгрес је одржан са циљем да се развије кохезивна стратегија за све словенске народе који живе на аустроугарским територијама. Нажалост, конгрес је прекинут када је оружана побуна у Прагу 12. јуна довела до журног окончања. Међутим, из кратког конгреса за словачку ствар произашла је једна критична ставка. На конгресу су Словаци обезбедили помоћ двојице чешких војних официра, Бедриха Блоудека и Франтишека Заха, у случају да Словаци дођу до оружаног сукоба са Мађарима.
Иако су многи позиви на аутономију стизали из готово свих крајева Царства, Беч је приметио да ни на Свесловенској конференцији ни на другим словенским устанцима није разматрана идеја о распаду Царства, већ само у Мађарској. Видевши ситуацију напетом, цар је заједно са својим најближим саветницима одобрио оружану акцију против мађарског устанка. То се најпре манифестовало у лику вође Хрвата, бана (гувернера) Јосипа Јелачића, пријатеља Словака, који је у августу 1848. био овлашћен да крене у поход против Мађара након што су Мађари пркосили директном царском наређењу. Упркос томе, одговор Беча на мађарски устанак остао је углавном тих и помешан. Док су дозволили Јелачићу да крене против Мађара, они су такође дали угарској војсци неколико јединица како би помогли у очувању унутрашњег реда. У исто време, Словаци су почели да раде са Јелачићевим Хрватима стварањем словачког добровољачког корпуса. Овај корпус је састављан и окупљан у Бечу од августа до септембра 1848. године. Да би се предводила ова побуна, организовано је Словачко национално веће у Бечу, где данас стоји обележје у знак сећања на то место. Савет су чинили Штур, Хурбан и Хоџа — „велика тројка“ словачких националистичких група — са Чехом Франтишеком Заком као врховним командантом.

### Побуна
У почетку, стратегија за добровољачки корпус није била јасна. Међутим, 16. септембра донета је одлука да ће 600 људи из корпуса кренути из Беча, долином реке Вах у округ Туроц и округ Липто преко јужноморавског града Брецлав. Када је корпус стигао на словачку границу 18. септембра дочекало их је још 500 добровољаца из Брна и Прага. Једном сазвани, добровољци су примили оружје и положили заклетву на словачкој застави.
Када су добровољци стигли у Мијаву, скупштина Словака под председавајућим Хурбаном предузела је корак да се отцепи од Мађарске 19. септембра 1848. Царске трупе су убрзо наредиле словачким добровољцима да напусте Мијаву, иако је ово наређење одбијено и уместо тога корпус је напао један царски одред и конфисковао његове залихе. Упркос овом непожељном чину, царске трупе су наредиле обема странама да зауставе борбу. После још неколико дана неодлучне оружане акције, добровољци су се повукли назад у Моравску. Недуго затим, новог команданта царских снага послатог да успостави ред у Краљевини Мађарској, грофа фон Ламберга, сасекла је и уништила бесна руља у центру Будимпеште само три дана након доласка. Ово је зауставило покушаје преговарања између Кошута и Империјалне стране. Бечки одговор је био да се формално нареди распуштање Угарске скупштине и именовање бана Јосипа Јелачића за најновијег команданта Угарске. Међутим, ефикасан одговор на овај најновији развој догађаја такође је заустављен још једним популарним, пан-германским устанком у Бечу у то време, који је резултирао смрћу министра рата грофа Латура, 6. октобра 1848.
У јеку превирања у Бечу, када су цар и царска скупштина побегли у Оломоуц у Моравској, Мађари су појачали мере против Словака, лишавајући вође Словачког националног већа њиховог мађарског држављанства и погубили су неколико затвореника. Овај потез је довео до тога да се словачка фракција више жали Царском суду и упркос почетним забринутостима главнокомандујућег принца Виндишгреца, дозвољено је стварање још једне словачке добровољачке јединице. Почетни проблеми са регрутацијом одложили су ову другу кампању добровољачких јединица до 4. децембра 1848. Током децембра и јануара, словачки добровољци под Блоудеком су радили са царским трупама на поновној окупацији Турочентмартона (Мартина). Дана 13. јануара 1849. након масовног митинга у Турочентмартону уследило је уписивање нових добровољаца. Делујући уз подршку царства, Блоудек се померио на исток и, покупивши још неколико хиљада добровољаца, заузео Еперјес (Прешов) 26. фебруара и Касу (Кошице) 2. марта. У међувремену, други одред Словака је поражен након што је налетео на мађарске снаге код Мурањаље (Мурањ) у Бестерцебањи (Банска Бистрица). Да ствар буде гора, почела је да избија неслога између чешких и словачких официра у добровољачком корпусу.
Након што су предводили митинге активиста у Еперјесу и Турочентмартону, Штур и Хурбан су предводили делегацију од двадесет четири човека да се састане са новим царем Францом Јозефом са предлогом да Словачка постане аутономно велико војводство директно под надзором Беча са репрезентацијом у Царској скупштини. Делегати су такође тражили словачку покрајинску скупштину, са даљим захтевима за словачке школе и установе. Упркос формалној аудијенцији код цара, мало је стварног напретка резултирало и Словаци су послани да се пакују у нади да ће у будућности постићи продуктивније резултате.
После неколико победоносних битака у пролеће 1849, Кошут и мађарска скупштина прогласили су Хабзбурговце свргнутим 14. априла 1849. Отприлике у исто време, словачки добровољачки корпус, углавном стациониран у округу Арва, бавио се сопственим унутрашњим борбама. Сукоби између чешких и словачких официра убрзо су довели до распуштања корпуса. Након руске интервенције цара Николаја I дошло је до постепеног пада Кошута и мађарске независности. Током овог периода, корпус је последњи пут оживео да би „почистио“ изоловане мађарске јединице све до коначне капитулације мађарских снага код Вилагоша (данас Ширија у Румунији) 13. августа 1849. Дана 9. октобра 1849. године, царска војска је пребацила словачки корпус са централних територија Горње Угарске у Пожони, где је формално распуштен 21. новембра 1849. године. Ово је означило крај словачког учешћа у револуцијама 1848–1849. које су захватиле европски континент.

## Последице

### Словачка перспектива
Историчари Антон Шпиес и Душан Чаплович сумирају утицаје устанка и доба на следећи начин:
Многи мађарски историчари дали су позитивну оцену Кошута и Мађарске револуције. С друге стране, активности Штура и словачких добровољаца и њихову сарадњу са бечким двором и царском војском означили су као контрареволуционарне. Истина, Штур и словачке вође су својим понашањем током револуције 1848–49. показали да добро разумеју природу мађарског национализма, који је одбијао чак и да призна постојање Словачке. Кошутова тврдња да је Бечки двор економски и политички угњетавао Угарску не може се прихватити без великих резерви. На крају крајева, Мађарска је имала стални кредитни биланс у трговини са народима Цислејтаније; у угарску касу је од тих народа стигло више новца него обрнуто. Заиста, чак је и мера политичке слободе коју је уживала Мађарска била већа од оне у Чешкој Краљевини, или чак од „уже“ Аустрије и других етничких група Цислејтаније. Могуће је, међутим, саосећати са Кошутом и мађарским вођама у њиховом страху од разних политичких комбинација о којима се активно размишљало у средњој Европи у то време; на пример, уједињење Немачке, обухватање целокупног хабзбуршког царства, или потпуно реструктурирање Аустријског царства на етничкој основи. У било којој од ових конструкција, Мађари би се нашли у мањини. Ова различита разматрања могу помоћи да се разјасни, али свакако не оправдава, потпуно потискивање немађарских националности у Угарској.

### Мађарска перспектива
Мађарска револуција се одвијала у правно сложеном окружењу. Мађарска је била de iure независна краљевина повезана са Аустријом од стране заједничког владара. Најпре је краљ Фердинанд подржао реформистичке захтеве угарског сабора и именовао уставну владу коју је предводио Лајош Батјани. Конзервативни кругови бечког двора страховали су од све веће независности Мађара, па су упутили бана хрватског да нападне Угарску. Правно је то значило да монарх напада једну од законитих влада своје земље са војском своје друге земље. Касније су конзервативци у Бечу приморали Фердинанда да абдицира и заменили га младим Францом Јозефом. Није крунисан за краља Угарске, па његова владавина није имала законску основу у Угарској. Да би поразио сада отворену (али закониту) побуну Угарске, бечки двор је изманипулисао етничке мањине у Мађарској да се побуне против мађарске владе (исте оне која је постигла укидање кметства у Краљевини, без обзира на етничку припадност).
Тврдња да је словачка нација стала на страну Беча је погрешна – једва су могли да регрутују око 2.000 људи из Горње Угарске (међутим, њихов највећи број се процењује на око 10.000 ) – заправо је број Словака који се борио на мађарској страни био већи (историчари процењују на око 40.000). Међутим, било је случајева да су се етнички Словаци одупирали регрутовању у Мађарску војску, посебно у западном делу округа Нитра и у деловима округа Гемер и Кишонт, посебно у граду Тисолц (Тисовец) где су мештани протестовали против незаконите мађарске регрутације а предводио их је Штефан Марко Дакснер. Словаци су имали много већи проценат свог становништва који је служио у Хонведсегу (добровољци) него Мађари. Значајне трупе са чисто или скоро чисто словачким војницима налазиле су се у 2, 4, 34, 51, 60. и 124. пешадијским батаљонима, а велики број Словака је служио у најпознатијем 9. батаљону. Такође, 8. и 10. Хусарски пукови су имали више чета састављених од словачких војника. У Хонведсегу је било и доста високих официра, који су себе сматрали словачким родољубима, а пре свега Лајош Бенички, кога су савременици прозвали „војвода од Словака“, а мађарски је научио тек после краја рата.